# Alydus
Genre
Alydus  est un genre d'insectes hémiptères (punaises) de la famille des Alydidae et de la sous-famille des Alydinae. L'espèce type pour le genre est Alydus calcaratus (Linnaeus, 1758).

## Description
"Corps presque linéaire; tête plus ou moins triangulaire, yeux arrondis très saillants quelquefois presque pédicellés. Lobe moyen un peu plus long que les latéraux; rostre ayant quatre articles, dont le premier est dépassé par le labre ; antennes presque filiformes insérées sur une ligne idéale passant par le milieu des yeux et à égale distance à peu près des yeux : B‘.- et de l’extrémité, ayant le dernier article plus long que les autres et le premier un peu en massue ; corselet plus ou moins carré, un peu plus étroit que la tête antérieurement ; cuisses postérieures épineuses ; premier article des tarses plus long que les suivants ; crochets ayant la base une membrane assez longue ; côté externe des élytres prolongé et aigu, leur membrane ayant beaucoup de nervures qui la rendent striée ; des ocelles".

## Habitats
Fréquente les pelouses sèches.

## Biologie
Son vol est très rapide.
Il se nourrit du suc des plantes et des animaux morts, insectes mais aussi de petits vertébrés.

## Systématique
Le genre Alydus a été décrit  par le naturaliste danois Johan Christian Fabricius en 1803.

### Synonymie
- Coriscus Schrank, 1796 [3]

### Liste des espèces
Selon  Species File (6 octobre 2019) :
- Alydus angulatus Hsiao, 1965
- Alydus calcaratus (Linnaeus, 1758)
- Alydus conspersus Montandon, 1893
  - sous-espèce conspersus Montandon, 1893
  - sous-espèce infuscatus Fracker, 1918
  - sous-espèce rufescens Barber, 1911
- Alydus eurinus (Say, 1825)
  - sous-espèce eurinus (Say, 1825)
  - sous-espèce obesus Fracker, 1918
- Alydus pilosulus Herrich-Schäffer, 1847
- Alydus rupestris Fieber, 1861
- Alydus scutellatus Van Duzee, 1903
- Alydus tomentosus Fracker, 1918
- Alydus zichyi Horváth, 1901

## Galerie

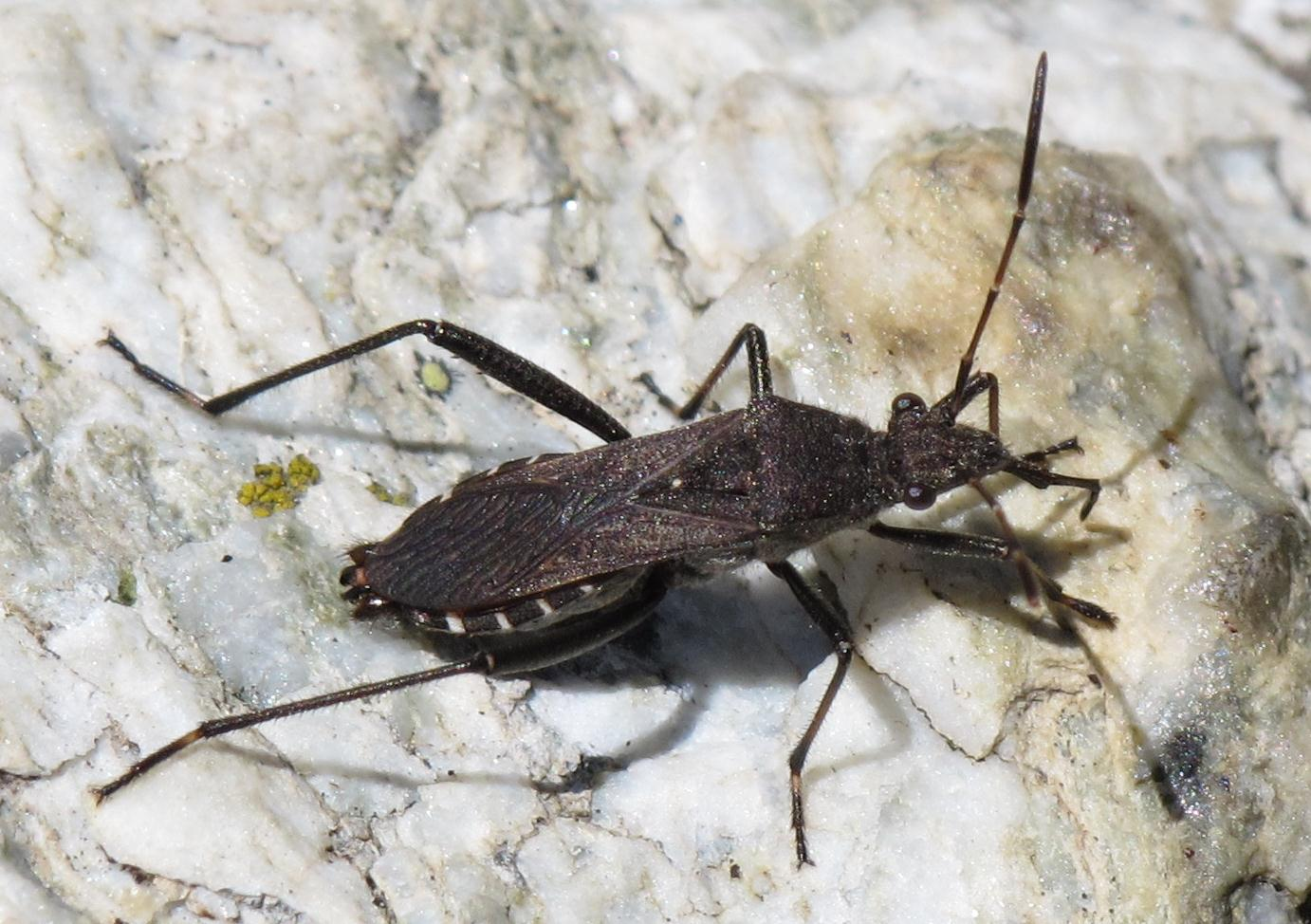
Alydus calcaratus
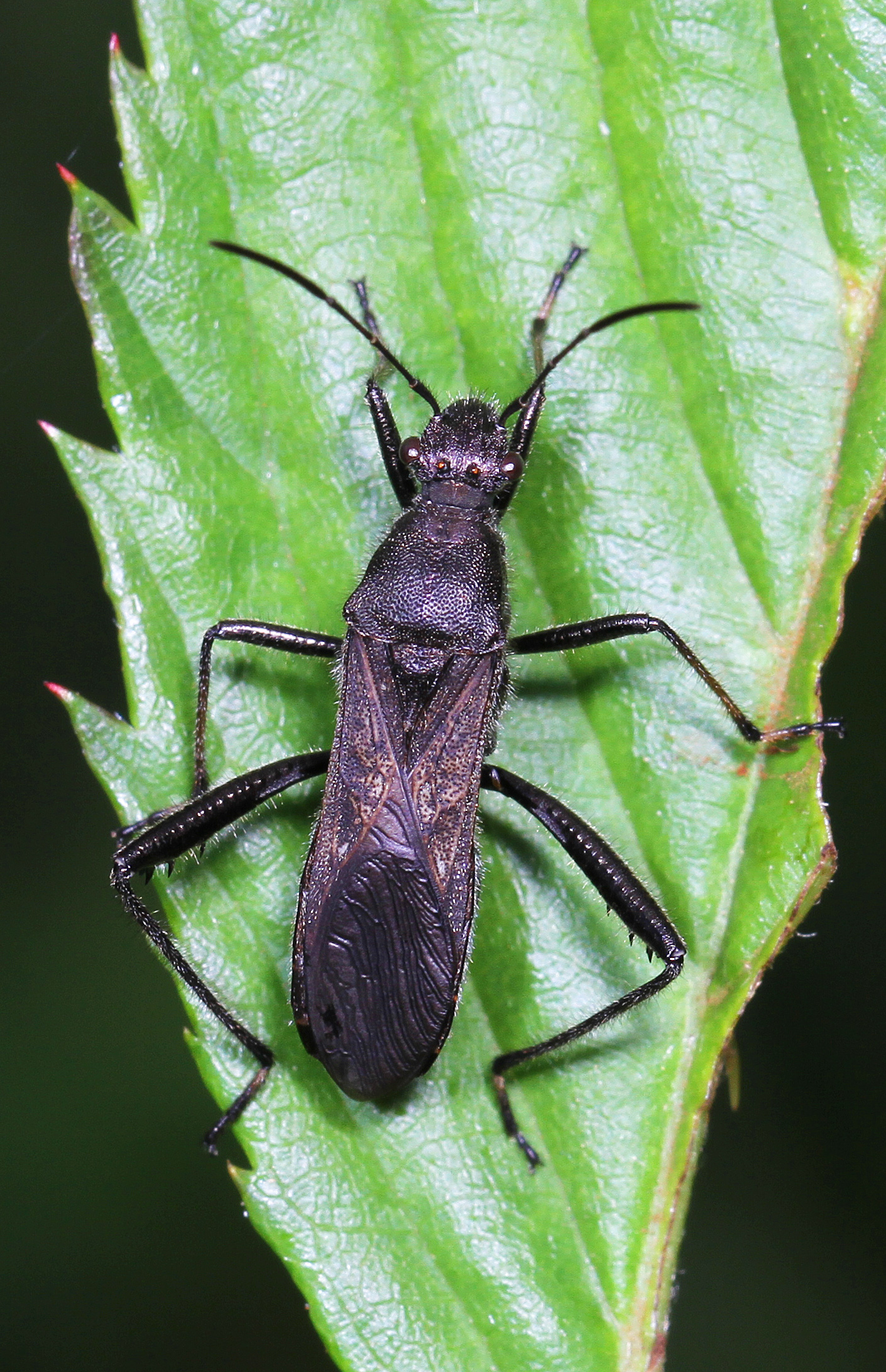
Alydus eurinus
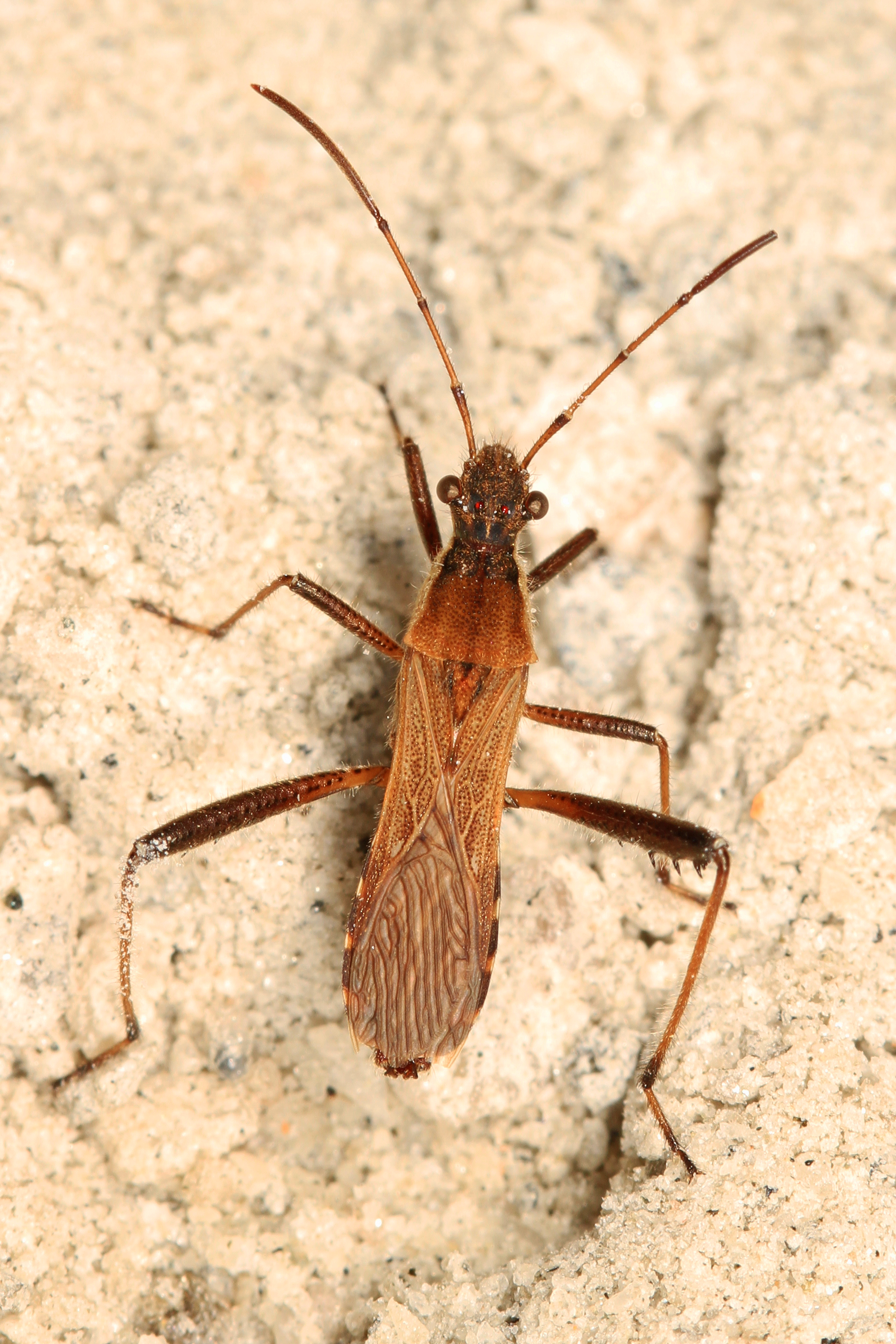
Alydus pilosulus